# گونی (ترکیه)
گونی (به ترکی استانبولی: Güney) یک منطقهٔ مسکونی در ترکیه است که در استان دنیزلی واقع شده‌است.